# ميكائيل درة سي
ميكائيل درة سي (بالإنجليزية: Mikail Darrehsi)‏ هي منطقة سكنية تقع في قسم بائين برزند الريفي في إيران. يقدر عدد سكانها بـ 90 نسمة .